# Guisande (Braga)
Guisande ist ein Ort und eine ehemalige Gemeinde (Freguesia) im Norden Portugals.

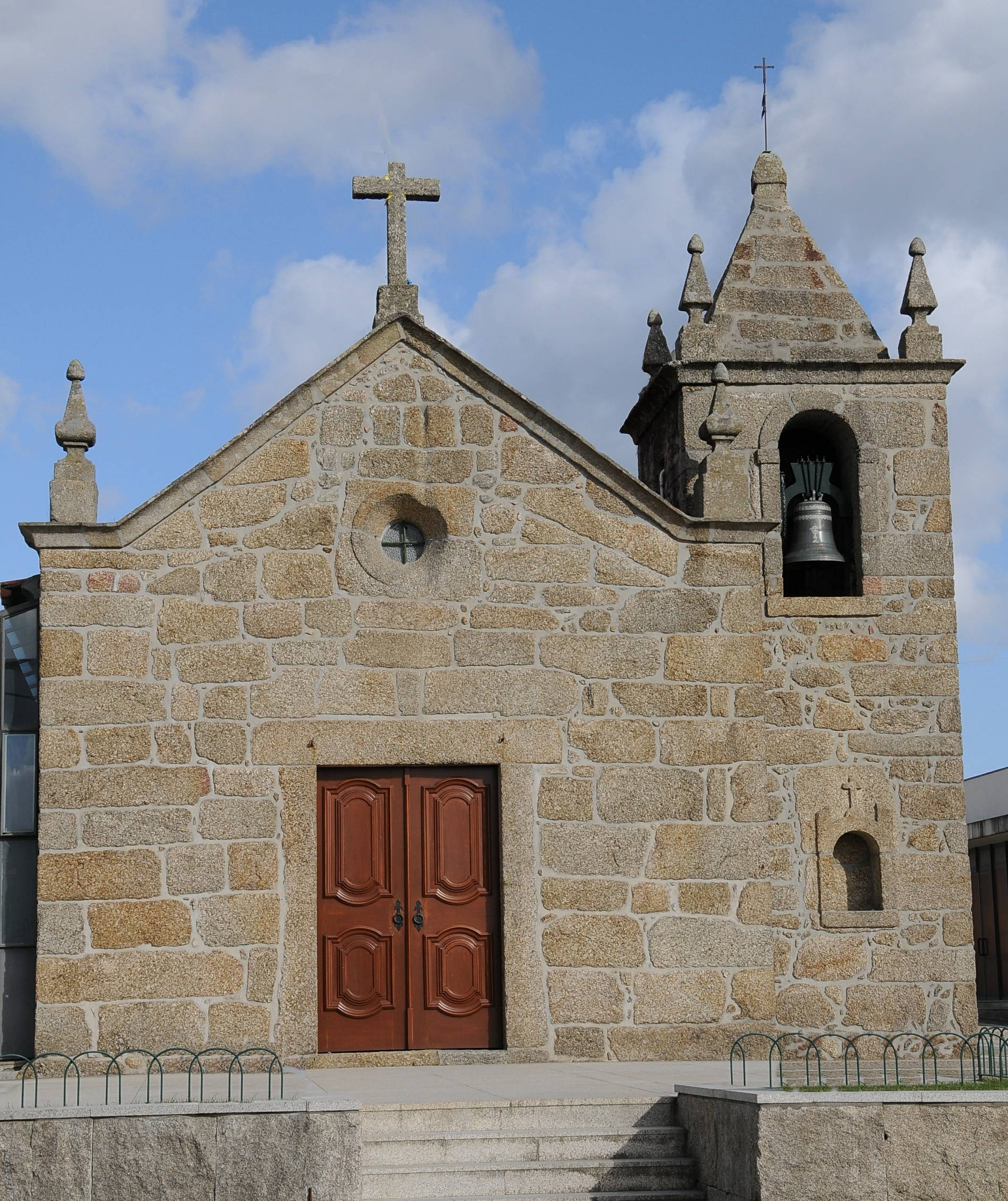
Kirche von Guisande

Guisande gehört zum Kreis Braga im gleichnamigen Distrikt Braga. Die Gemeinde hatte eine Fläche von 2,5 km² und 538 Einwohner (Stand 30. Juni 2011). Der Ort ist nur gering urbanisiert.
Am 29. September 2013 wurden die Gemeinden Guisande und Oliveira (São Pedro) zur neuen Gemeinde União das Freguesias de Guisande e Oliveira (São Pedro) zusammengeschlossen. Guisande ist Sitz dieser neu gebildeten Gemeinde.